# David Haberman
David Wilhelm Haberman, född 1710 i Göteborg, död 1791, var en svensk industriman.
Han var son till handels- och riksdagsmannen Johan Casper Haberman och Brigitta Haberman, född Manorgen. Han studerade vid universitetet i Lund. Efter att en tid vistats i Stockholm blev han 1736 anställd som direktör för Wedevågs järnbruk utanför Örebro. På hans mors sida fanns flera släktingar som var brukspatroner och ägare till järnbruk i Sverige. Wedevågs järnbruk övergick i kronans ägo 1739. Då upprättades ett statligt arrendekontrakt med David Haberman, direktör på Wendevågs och Kvarnbacka järnbruk. Detta kontrakt löpte ut 1742. 
Under år 1741 anhöll Haberman om att anlägga ett koldrivet järnmanufakturverk vid Ryd i södra Halland. Rydö bruk stod färdigt 1742. Handelsmannen Jonas Sommer köpte bruket av Haberman 1748.
Fadern avled 1734 och modern 1738 och därmed blev David Haberman och brodern Johan Haberman arvtagare till Ettarps säteri utanför Halmstad. Där hade man planerat att starta Ettarps glasbruk. Efter arvsdelning 1740 stod Johan som ägare till huvuddelen av Ettarps säteri och därmed även till den planerade glasbruket. Detta glasbruk var i drift under åren 1744-1755. 
Johan Haberman startade även ett spånbruk på Ettarps marker. Privilegier för det fick han 1740 och tillverkningen var igång 1742. Spånbruket överfördes 1746 till brodern David Haberman. I slutet av 1740-talet flyttades spånverket till Munkabol i Torups socken, nära Fröslida. David Haberman inköpte ett större antal gårdar i Torups och Enslövs socknar.  
Åren 1745-1749 vistades brodern Johan Haberman utomlands. Han överlät 1745 Ettarps säteri inklusive glasbruket till brodern David Haberman Då Johan Haberman återkom från Hamburg 1750 anges han åter som delägare till Ettarps säteri. Glasbruket lades ner 1755. Under sin återstående levnadstid bodde David Haberman på Ettarps säteri eller i dess närhet. Han avled på säteriet 1791.